# امامزاده عبدالله (نیشابور)
امامزاده عبدالله مربوط به دوره قاجار است و در شهرستان نیشابور، بخش مرکزی، روستای دربهشت واقع شده و این اثر در تاریخ ۱۹ مرداد ۱۳۸۴ با شمارهٔ ثبت ۱۲۸۷۵ به‌عنوان یکی از آثار ملی ایران به ثبت رسیده است.